# András Németh (Pokerspieler)
András Németh ist ein professioneller ungarischer Pokerspieler. Er führte für insgesamt 11 Wochen die Onlinepoker-Weltrangliste an.

## Pokerkarriere

### Online
Németh spielt online unter den Nicknames probirs (PokerStars sowie partypoker), PokerBluff1 (GGPoker), Andras Nemeth (Full Tilt Poker), nightcall155 (PokerStars.FR) und Kosovo381 (Winamax). Bis Oktober 2019 erspielte er sich mehr als 15,5 Millionen US-Dollar mit Turnierpoker. Im Mai 2018 gewann der Ungar auf PokerStars das High Roller der Spring Championship of Online Poker und sicherte sich sein bisher höchstes Online-Turnierpreisgeld von rund 575.000 US-Dollar. Vom 13. bis 26. April 2019 stand er erstmals für 2 Wochen auf Platz eins des PokerStake-Rankings, das die erfolgreichsten Onlinepoker-Turnierspieler weltweit listet. Vom 29. Juni bis 5. Juli 2019 sowie vom 27. Juli bis 20. September 2019 stand er für 9 weitere Wochen an der Spitze.

### Live
Seine erste Geldplatzierung bei einem Live-Turnier erzielte Németh Anfang Oktober 2009 in Wien. Mitte November 2009 erreichte der Ungar beim Main Event der Master Classics of Poker in Amsterdam den Finaltisch und belegte den mit rund 135.000 Euro dotierten vierten Platz. Im Januar 2010 platzierte er sich beim Main Event der European Poker Tour (EPT) in Deauville in den Geldrängen und wurde 24. für knapp 20.000 Euro. Anfang Juni 2010 war Németh erstmals bei der World Series of Poker im Rio All-Suite Hotel and Casino am Las Vegas Strip erfolgreich und kam bei einem Turnier der Variante No Limit Hold’em ins Geld. Im September 2013 belegte er bei einem Side-Event der EPT in Barcelona den zweiten Platz und erhielt aufgrund eines Deals am Finaltisch ein Preisgeld von mehr als 100.000 Euro. Mitte Dezember 2014 wurde der Ungar beim EPT-Main-Event in Prag Elfter und sicherte sich ein Preisgeld von rund 60.000 Euro. Am 30. August 2018 gewann er ein 25.000 Euro teures Side-Event der EPT Barcelona und erhielt eine Siegprämie von mehr als 600.000 Euro. Gut einen Monat später saß er am Finaltisch der Millions World der partypoker Caribbean Poker Party in Nassau auf den Bahamas und belegte den fünften Platz, der mit 550.000 US-Dollar bezahlt wurde. Im Dezember 2018 wurde Németh beim EPT Super High Roller in Prag Zweiter hinter Matthias Eibinger und erhielt rund 450.000 Euro Preisgeld. Im Januar 2020 erzielte der Ungar bei den Australian Poker Open in Gold Coast neben einem Sieg im zweiten Event drei weitere Geldplatzierungen und sicherte sich Preisgelder von mehr als 530.000 Australischen Dollar. Damit belegte er den zweiten Platz im Rennen um die Australian Poker Championship. Im März 2022 gewann Németh bei der EPT in Prag zwei eintägige High-Roller-Events mit Hauptpreisen von insgesamt knapp 400.000 Euro. Einen Monat später setzte er sich beim Auftaktevent der Triton Poker Series im nordzyprischen Kyrenia durch und erhielt sein bislang höchstes Preisgeld von mehr als einer Million US-Dollar.
Insgesamt hat sich Németh mit Poker bei Live-Turnieren mehr als 5,5 Millionen US-Dollar erspielt und ist damit nach László Bujtás der zweiterfolgreichste ungarische Pokerspieler.